# Tibellus chaturshingi
Tibellus chaturshingi es una especie de araña cangrejo del género Tibellus, familia Philodromidae. Fue descrita científicamente por Tikader en 1962.

## Distribución
Esta especie se encuentra en India.